# Anatoly Anatolyevich Zubkov
Anatoly Anatolyevich Zubkov (tiếng Nga: Анатолий Анатольевич Зубков; 1900–1967) là một nhà sinh lý học người Liên Xô, và là một tiến sĩ khoa học. Giáo sư Anatoly Zubkov đã xuất bản hơn 60 công trình về các vấn đề khác nhau trong lĩnh vực sinh lý và bệnh lý của tim cũng như việc kiểm soát các chức năng thần kinh và nội tiết. Ông là người đầu tiên dịch tác phẩm kinh điển của Ivan Mikhaylovich Sechenov sang tiếng Anh.

## Xuất bản phẩm
- Evgeni Babsky; Boris Khodorov; Grigory Kositsky; Anatoly Zubkov (1989). Evgeni Babsky (biên tập). Human Physiology, 2 tập. Ludmila Aksenova biên dịch. Bản dịch do H. C. Creighton biên tập (M.A., Oxon). Moskva: Mir Publishers. ISBN 5-03-000776-8First published in Russian as «Физиология человека»{{Chú thích sách}}:  Quản lý CS1: postscript (liên kết)